# Championnat de Russie de football de troisième division 2012-2013
Navigation
Édition précédente Édition suivante
La saison 2012-2013 de Vtoroï Divizion est la vingt-et-unième édition de la troisième division russe. C'est la deuxième édition à suivre un calendrier « automne-printemps » à cheval sur deux années civiles. Elle prend place du 15 juillet 2012 au 5 juin 2013.
Soixante-douze clubs du pays sont divisés en cinq zones géographiques (Centre, Est, Ouest, Oural-Povoljié, Sud) contenant entre onze et dix-sept équipes chacune, où ils s'affrontent deux à trois fois, à domicile et à l'extérieur. En fin de saison, le dernier de chaque zone est relégué en quatrième division, tandis que le vainqueur de chaque zone est directement promu en deuxième division.

## Compétition

### Règlement
Le classement est établi sur le barème de points suivant : trois points pour une victoire, un pour un match nul et aucun pour une défaite. Pour départager les équipes à égalité de points, les critères suivants sont utilisés :
1. Nombre de matchs gagnés
2. Confrontations directes (points, matchs gagnés, différence de buts, buts marqués, buts marqués à l'extérieur)
3. Différence de buts générale
4. Buts marqués (général)
5. Buts marqués à l'extérieur (général)[1]

### Zone Centre

#### Participants
Légende des couleurs
- Relégué de deuxième division
- Promu de quatrième division

| Club                         | D3 depuis | Classement 2011-2012 |
| ---------------------------- | --------- | -------------------- |
| Fakel Voronej                | 2012      | 19 (D2)              |
| Avangard Koursk              | 2011      | 2                    |
| Vitiaz Podolsk               | 2010      | 3                    |
| Metallourg-Oskol Stary Oskol | 2008      | 4                    |
| Lokomotiv Liski              | 2005      | 5                    |
| FK Goubkine                  | 2006      | 6                    |
| Metallourg Lipetsk           | 2010      | 7                    |
| FK Orel                      | 2008      | 8                    |
| FK Kalouga                   | 2010      | 9                    |
| Sokol Saratov                | 2007      | 10                   |
| Spartak Tambov               | 1997      | 11                   |
| Zvezda Riazan                | 2010      | 12                   |
| Podolie Podolsk              | 2011      | 13                   |
| Zénith Penza                 | 2010      | 14                   |
| Metallourg Vyksa             | 2012      | 2 (D4, Privoljié)    |
| Arsenal Toula                | 2012      | 8 (D4, Tchernozem)   |

#### Classement
| Rang | Équipe                       | Pts | J  | G  | N | P  | Bp | Bc | Diff |
| ---- | ---------------------------- | --- | -- | -- | - | -- | -- | -- | ---- |
| 1    | Arsenal Toula P              | 73  | 30 | 22 | 7 | 1  | 74 | 20 | +54  |
| 2    | Fakel Voronej R              | 64  | 30 | 20 | 4 | 6  | 55 | 33 | +22  |
| 3    | Sokol Saratov                | 54  | 30 | 15 | 9 | 6  | 44 | 17 | +27  |
| 4    | Metallourg Lipetsk           | 49  | 30 | 14 | 7 | 9  | 46 | 40 | +6   |
| 5    | FK Kalouga                   | 47  | 30 | 14 | 5 | 11 | 52 | 33 | +19  |
| 6    | Zénith Penza                 | 46  | 30 | 13 | 7 | 10 | 35 | 26 | +9   |
| 7    | Podolie Podolsk              | 44  | 30 | 12 | 8 | 10 | 50 | 40 | +10  |
| 8    | Vitiaz Podolsk               | 43  | 30 | 12 | 7 | 11 | 41 | 42 | -1   |
| 9    | Avangard Koursk              | 41  | 30 | 11 | 8 | 11 | 42 | 40 | +2   |
| 10   | Lokomotiv Liski              | 41  | 30 | 11 | 8 | 11 | 35 | 46 | -11  |
| 11   | Zvezda Riazan                | 39  | 30 | 10 | 9 | 11 | 47 | 36 | +11  |
| 12   | FK Goubkine                  | 37  | 30 | 10 | 7 | 13 | 34 | 40 | -6   |
| 13   | Metallourg Vyksa P           | 31  | 30 | 8  | 7 | 15 | 26 | 48 | -22  |
| 14   | Metallourg-Oskol Stary Oskol | 26  | 30 | 7  | 5 | 18 | 28 | 61 | -33  |
| 15   | Spartak Tambov               | 21  | 30 | 6  | 3 | 21 | 28 | 77 | -49  |
| 16   | FK Orel                      | 11  | 30 | 2  | 5 | 23 | 18 | 56 | -38  |

Promotion en deuxième division
- 1er : promotion

Relégation en quatrième division
- 12e et 15e : rétrogradation

Abréviations
- P : Promu de quatrième division
- R : Relégué de deuxième division

1. 1 2  Le FK Goubkine et le Spartak Tambov quittent la compétition à l'issue de la saison pour des raisons financières.

### Zone Est

#### Participants
Légende des couleurs
- Relégué de deuxième division

| Club                         | D3 depuis | Classement 2011-2012 |
| ---------------------------- | --------- | -------------------- |
| Luch-Energia Vladivostok     | 2012      | 17 (D2)              |
| FK Tchita                    | 2010      | 3                    |
| Irtych Omsk                  | 2011      | 4                    |
| Dinamo Barnaoul              | 2009      | 5                    |
| Sakhaline Ioujno-Sakhalinsk  | 2007      | 6                    |
| Baïkal Irkoutsk              | 2010      | 7                    |
| Smena Komsomolsk-sur-l'Amour | 2002      | 8                    |
| Sibiriak Bratsk              | 1998      | 10                   |
| Amour-2010 Blagovechtchensk  | 2011      | 11                   |
| Iakoutia Iakoutsk            | 2011      | 12                   |
| Sibir-2 Novossibirsk         | 2011      | 13                   |

#### Classement
| Rang | Équipe                       | Pts | J  | G  | N  | P  | Bp | Bc | Diff |
| ---- | ---------------------------- | --- | -- | -- | -- | -- | -- | -- | ---- |
| 1    | Luch-Energia Vladivostok R   | 62  | 30 | 18 | 8  | 4  | 48 | 27 | +21  |
| 2    | FK Tchita                    | 61  | 30 | 17 | 10 | 3  | 45 | 22 | +23  |
| 3    | Amour-2010 Blagovechtchensk  | 55  | 30 | 15 | 10 | 5  | 50 | 21 | +29  |
| 4    | Sakhaline Ioujno-Sakhalinsk  | 54  | 30 | 15 | 9  | 6  | 42 | 26 | +16  |
| 5    | Smena Komsomolsk-sur-l'Amour | 50  | 30 | 14 | 8  | 8  | 41 | 29 | +12  |
| 6    | Dinamo Barnaoul              | 37  | 30 | 9  | 10 | 11 | 41 | 44 | -3   |
| 7    | Iakoutia Iakoutsk            | 35  | 30 | 9  | 8  | 13 | 37 | 46 | -9   |
| 8    | Baïkal Irkoutsk              | 28  | 30 | 8  | 4  | 18 | 36 | 61 | -25  |
| 9    | Irtych Omsk                  | 24  | 30 | 5  | 9  | 16 | 37 | 62 | -25  |
| 10   | Sibiriak Bratsk              | 23  | 30 | 5  | 8  | 17 | 27 | 50 | -23  |
| 11   | Sibir-2 Novossibirsk         | 21  | 30 | 5  | 6  | 19 | 33 | 49 | -16  |

Promotion en deuxième division
- 1er : promotion

Relégation en quatrième division
- 6e : rétrogradation

Abréviations
- R : Relégué de deuxième division

### Zone Ouest

#### Participants
Légende des couleurs
- Promu de quatrième division

| Club                           | D3 depuis | Classement 2011-2012   |
| ------------------------------ | --------- | ---------------------- |
| Spartak Kostroma               | 1998      | 2                      |
| Tekstilchtchik Ivanovo         | 2011      | 3                      |
| Dniepr Smolensk                | 2009      | 4                      |
| Lokomotiv-2 Moscou             | 2009      | 5                      |
| Volga Tver                     | 2004      | 6                      |
| Pskov-747                      | 2008      | 7                      |
| Khimik Dzerjinsk               | 2008      | 9 (Oural-Povoljié)     |
| Sever Mourmansk                | 2008      | 11                     |
| Karelia Petrozavodsk           | 2011      | 12                     |
| Znamia Trouda Orekhovo-Zouïevo | 2007      | 15                     |
| Rus Saint-Pétersbourg          | 2012      | 1 (D4, Nord-Ouest)     |
| FK Dolgoproudny                | 2012      | 1 (D4, Podmoskovié, A) |
| FK Vologda                     | 2012      | 4 (D4, Anneau d'or)    |
| Piter Saint-Pétersbourg        | 2012      | 7 (D4, Nord-Ouest)     |

#### Classement
| Rang | Équipe                         | Pts | J  | G  | N | P  | Bp | Bc | Diff |
| ---- | ------------------------------ | --- | -- | -- | - | -- | -- | -- | ---- |
| 1    | Khimik Dzerjinsk               | 52  | 26 | 15 | 7 | 4  | 37 | 18 | +19  |
| 2    | Pskov-747                      | 49  | 26 | 14 | 7 | 5  | 41 | 23 | +18  |
| 3    | Tekstilchtchik Ivanovo         | 49  | 26 | 14 | 7 | 5  | 34 | 20 | +14  |
| 4    | FK Dolgoproudny P              | 45  | 26 | 13 | 6 | 7  | 31 | 28 | +3   |
| 5    | Volga Tver                     | 41  | 26 | 12 | 5 | 9  | 31 | 22 | +9   |
| 6    | Dniepr Smolensk                | 41  | 26 | 11 | 8 | 7  | 33 | 28 | +5   |
| 7    | Lokomotiv-2 Moscou             | 40  | 26 | 11 | 7 | 8  | 36 | 26 | +10  |
| 8    | Spartak Kostroma               | 40  | 26 | 11 | 7 | 8  | 24 | 20 | +4   |
| 9    | Sever Mourmansk                | 37  | 26 | 10 | 7 | 9  | 39 | 34 | +5   |
| 10   | Karelia Petrozavodsk           | 29  | 26 | 8  | 5 | 13 | 19 | 33 | -14  |
| 11   | FK Vologda P                   | 24  | 26 | 7  | 3 | 16 | 25 | 37 | -12  |
| 12   | Znamia Trouda Orekhovo-Zouïevo | 19  | 26 | 4  | 7 | 15 | 14 | 36 | -22  |
| 13   | Rus Saint-Pétersbourg P        | 19  | 26 | 4  | 7 | 15 | 24 | 45 | -21  |
| 14   | Piter Saint-Pétersbourg P      | 16  | 26 | 3  | 7 | 16 | 20 | 36 | -16  |

Promotion en deuxième division
- 1er : promotion

Relégation en quatrième division
- 14e : relégation

- 10e : rétrogradation

Abréviations
- P : Promu de quatrième division
- R : Relégué de deuxième division

1. ↑  Le Karelia Petrozavodsk ne renouvelle pas sa licence professionnelle et est rétrogradé à l'issue de la saison.

### Zone Oural-Povoljié

#### Participants
Légende des couleurs
- Relégué de deuxième division
- Promu de quatrième division

| Club                     | D3 depuis | Classement 2011-2012 |
| ------------------------ | --------- | -------------------- |
| Kamaz Naberejnye Tchelny | 2012      | 9 (D2)               |
| Gazovik Orenbourg        | 2012      | 17 (D2)              |
| Volga Oulianovsk         | 2009      | 3                    |
| Akademia Togliatti       | 2000      | 4                    |
| FK Tcheliabinsk          | 1998      | 5                    |
| FK Tioumen               | 2006      | 6                    |
| Gorniak Outchaly         | 2008      | 7                    |
| Syzran-2003              | 2011      | 8                    |
| Zénith Ijevsk            | 2011      | 10                   |
| Oktan Perm               | 2011      | 11                   |
| Rubin-2 Kazan            | 2004      | 12                   |
| Dinamo Kirov             | 1999      | 13                   |
| Nosta Novotroïtsk        | 2010      | 14                   |
| Spartak Iochkar-Ola      | 2012      | 1 (D4, Privoljié)    |
| Lada Togliatti           | 2012      | Réinscription        |

#### Classement
| Rang | Équipe                     | Pts | J  | G  | N  | P  | Bp | Bc | Diff |
| ---- | -------------------------- | --- | -- | -- | -- | -- | -- | -- | ---- |
| 1    | Gazovik Orenbourg R        | 69  | 28 | 21 | 6  | 1  | 54 | 15 | +39  |
| 2    | FK Tioumen                 | 66  | 28 | 20 | 6  | 2  | 56 | 15 | +41  |
| 3    | Volga Oulianovsk           | 52  | 28 | 15 | 7  | 6  | 37 | 17 | +20  |
| 4    | FK Tcheliabinsk            | 50  | 28 | 14 | 5  | 9  | 42 | 23 | +19  |
| 5    | Lada Togliatti P           | 48  | 28 | 13 | 9  | 6  | 39 | 28 | +11  |
| 6    | Zénith Ijevsk              | 47  | 28 | 14 | 5  | 9  | 47 | 37 | +10  |
| 7    | Syzran-2003                | 42  | 28 | 11 | 9  | 8  | 34 | 21 | +13  |
| 8    | Rubin-2 Kazan              | 35  | 28 | 9  | 8  | 11 | 29 | 35 | -6   |
| 9    | Gorniak Outchaly           | 31  | 28 | 8  | 7  | 13 | 22 | 40 | -18  |
| 10   | Kamaz Naberejnye Tchelny R | 30  | 28 | 8  | 6  | 14 | 23 | 29 | -6   |
| 11   | Dinamo Kirov               | 30  | 28 | 6  | 12 | 10 | 16 | 19 | -3   |
| 12   | Nosta Novotroïtsk          | 23  | 28 | 5  | 8  | 15 | 21 | 38 | -17  |
| 13   | Oktan Perm                 | 22  | 28 | 6  | 4  | 18 | 21 | 47 | -26  |
| 14   | Akademia Togliatti         | 20  | 28 | 5  | 5  | 18 | 16 | 57 | -41  |
| 15   | Spartak Iochkar-Ola P      | 12  | 28 | 2  | 6  | 20 | 26 | 62 | -36  |

Promotion en deuxième division
- 1er : promotion

Relégation en quatrième division
- 9e : rétrogradation

- 14e : abandon

Abréviations
- P : Promu de quatrième division
- R : Relégué de deuxième division

1. ↑  Le Gorniak Outchaly est dissous à l'issue de la saison.
2. ↑  L'Akademia Togliatti se retire de la compétition en février 2013. Ses matchs sont comptés comme des défaites sur tapis vert sur le score de 3-0 en faveur de l'équipe adverse.

### Zone Sud

#### Participants
Légende des couleurs
- Relégué de deuxième division
- Promu de quatrième division

| Club                          | D3 depuis | Classement 2011-2012        |
| ----------------------------- | --------- | --------------------------- |
| Tchernomorets Novorossiisk    | 2012      | 19 (D2)                     |
| Torpedo Armavir               | 2009      | 2                           |
| Slavianski Slaviansk          | 2011      | 3                           |
| Machouk-KMV Piatigorsk        | 2009      | 4                           |
| Dagdizel Kaspiisk             | 2008      | 5                           |
| FK Astrakhan                  | 2000      | 6                           |
| Angoucht Nazran               | 2009      | 7                           |
| Kavkaztransgaz-2005 Ryzdvyany | 2006      | 8                           |
| MITOS Novotcherkassk          | 2010      | 9                           |
| Droujba Maïkop                | 1999      | 12                          |
| FK Taganrog                   | 2006      | 13                          |
| Biolog-Novokoubansk           | 2011      | 15                          |
| Energia Voljski               | 2007      | 16                          |
| Alania-2 Vladikavkaz          | 2011      | 17                          |
| SKA Rostov                    | 2009      | 18                          |
| Volgar-2 Astrakhan            | 2012      | 1 (D4, Sud-Caucase du Nord) |
| Olimpia Volgograd             | 2012      | 7 (D4, Volgograd)           |

#### Classement
| Rang | Équipe                        | Pts | J  | G  | N  | P  | Bp | Bc | Diff |
| ---- | ----------------------------- | --- | -- | -- | -- | -- | -- | -- | ---- |
| 1    | Angoucht Nazran               | 69  | 32 | 21 | 6  | 5  | 45 | 19 | +26  |
| 2    | Tchernomorets Novorossiisk R  | 69  | 32 | 20 | 9  | 3  | 53 | 17 | +36  |
| 3    | Torpedo Armavir               | 63  | 32 | 19 | 6  | 7  | 51 | 25 | +26  |
| 4    | FK Astrakhan                  | 62  | 32 | 17 | 11 | 4  | 62 | 31 | +31  |
| 5    | Machouk-KMV Piatigorsk        | 53  | 32 | 15 | 8  | 9  | 37 | 20 | +17  |
| 6    | FK Taganrog                   | 51  | 32 | 15 | 6  | 11 | 50 | 34 | +16  |
| 7    | Alania-2 Vladikavkaz          | 49  | 32 | 14 | 7  | 11 | 50 | 37 | +13  |
| 8    | Dagdizel Kaspiisk             | 48  | 32 | 13 | 9  | 10 | 35 | 27 | +8   |
| 9    | MITOS Novotcherkassk          | 45  | 32 | 13 | 6  | 13 | 47 | 47 | 0    |
| 10   | Biolog-Novokoubansk           | 45  | 32 | 12 | 9  | 11 | 41 | 38 | +3   |
| 11   | Energia Voljski               | 44  | 32 | 13 | 5  | 14 | 36 | 42 | -6   |
| 12   | Slavianski Slaviansk          | 39  | 32 | 9  | 12 | 11 | 42 | 44 | -2   |
| 13   | Droujba Maïkop                | 35  | 32 | 9  | 8  | 15 | 33 | 48 | -15  |
| 14   | Kavkaztransgaz-2005 Ryzdvyany | 28  | 32 | 6  | 10 | 16 | 34 | 50 | -16  |
| 15   | Olimpia Volgograd P           | 24  | 32 | 6  | 6  | 20 | 25 | 55 | -30  |
| 16   | Volgar-2 Astrakhan P          | 23  | 32 | 6  | 5  | 21 | 29 | 60 | -31  |
| 17   | SKA Rostov                    | 6   | 32 | 1  | 3  | 28 | 6  | 82 | -76  |

Promotion en deuxième division
- 1er : promotion

Relégation en quatrième division
- 12e : rétrogradation

- 17e : abandon

Abréviations
- P : Promu de quatrième division
- R : Relégué de deuxième division

1. ↑  Le Slavianski Slaviansk est dissous à l'issue de la saison.
2. ↑  Le SKA Rostov se retire de la compétition en février 2013. Ses matchs sont comptés comme des défaites sur tapis vert sur le score de 3-0 en faveur de l'équipe adverse.